# Khuất Việt Hùng
Khuất Việt Hùng (sinh ngày 24 tháng 9 năm 1974) là một chính khách người Việt Nam. Hiện ông là Ủy viên Ban Cán sự Đảng Bộ Giao thông Vận tải, Viện trưởng Viện Chiến lược và Phát triển Giao thông vận tải.
Ông nguyên là Phó Chủ tịch chuyên trách Ủy ban An toàn giao thông Quốc gia (2014 - 2024).
Ông là đảng viên Đảng Cộng sản Việt Nam, học vị Tiến sĩ Quy hoạch và Kỹ thuật giao thông vận tải.

## Xuất thân và giáo dục
Khuất Việt Hùng sinh ra và lớn lên ở huyện Thạch Thất, thành phố Hà Nội. Ông là con trai út của Trung tướng Khuất Duy Tiến, nguyên Tư lệnh Quân đoàn 3, Quân đội nhân dân Việt Nam.
Giai đoạn 1992 - 1996, ông bắt đầu theo học đại học tại trường Đại học Giao thông Vận tải. Năm 1996, ông tốt nghiệp Kỹ sư Kinh tế Vận tải, Khoa Vận tải Kinh tế - Trường Đại học Giao thông Vận tải Hà Nội. Sau khi tốt nghiệp, ông tiếp tục theo học ngành Thạc sĩ, tốt nghiệp Thạc sỹ Kỹ thuật tại Viện Công nghệ Châu Á (AIT) tại Thái Lan.
Ông theo học bậc Tiến sĩ tại Đức, lấy bằng Tiến sỹ Kỹ thuật vào năm 2006 tại khoa Quy hoạch và Kỹ thuật giao thông, trường Đại học Kỹ thuật Darmstadt (Cộng hòa liên bang Đức).

## Sự nghiệp
Sau khi tốt nghiệp Thạc sĩ Kỹ thuật, ông Khuất Việt Hùng bắt đầu công tác giảng dạy tại trường Đại học Giao thông Vận tải. Ông lần lượt là Giảng viên, Viện trưởng Viện Quy hoạch và Quản lý Giao thông Vận tải; Bí thư Chi bộ, Giám đốc Trung tâm Hợp tác quốc tế về đào tạo và nghiên cứu Giao thông Vận tải. Nhiều năm trong lĩnh vực giảng dạy, nghiên cứu kỹ thuật giao thông vận tải cơ sở.
Sau thời gian công tác ở trường Đại học Giao thông Vận tải, ông được điều chuyển tới Bộ Giao thông Vận tải, lần lượt là Phó Vụ trưởng Vụ Vận tải, Bộ Giao thông Vận tải; Bí thư Chi bộ, quyền Vụ trưởng rồi Vụ trưởng Vụ Vận tải, Bộ Giao thông Vận tải.
Ngày 13 tháng 06 năm 2014, theo Quyết định 902/QĐ-TTg, Thủ tướng Chính phủ Nguyễn Tấn Dũng bổ nhiệm ông làm Phó Chủ tịch chuyên trách Ủy ban An toàn giao thông Quốc gia. Ông công tác trong nhiệm kỳ 2014 - 2019.
Ngày 13 tháng 06 năm 2019, theo Quyết định 697/QĐ-TTg, Thủ tướng Chính phủ Nguyễn Xuân Phúc bổ nhiệm lại ông giữ chức vụ Phó Chủ tịch chuyên trách Ủy ban An toàn giao thông Quốc gia.
Ủy ban An toàn Giao thông Quốc gia là một cơ quan trực thuộc Chính phủ, phụ trách giúp Thủ tướng Chính phủ chỉ đạo các Bộ, ngành, địa phương thực hiện các chiến lược, đề án quốc gia về bảo đảm trật tự an toàn giao thông. Theo cơ chế hoạt động của Ủy ban, gồm có 03 Phó Chủ tịch, nhiệm vụ của ông Khuất Việt Hùng là công tác chuyên trách, nghiên cứu phương án và giải pháp của Ủy ban.
Ngày 25 tháng 3 năm 2024, ông được bổ nhiệm chức vụ Viện trưởng Viện Chiến lược và Phát triển Giao thông vận tải.